# ألبرت موزس
ألبرت موزس (بالإنجليزية: Albert Moses)‏ هو ممثل بريطاني، ولد في 19 ديسمبر 1937 بسيلان البريطانية، وتوفي في 15 سبتمبر 2017 بلندن في المملكة المتحدة.

## أعمال

### أفلام
- (1975) الرجل الذي سيصبح ملك[4]
- (1977) الجاسوس الذي أحبني[5]
- (1981) مستذئب أمريكي في لندن
- (1983) الأخطبوطي[6]
- (1984) فتاة الطبال الصغير

### مسلسلات
- اعقل لغتك

## وصلات خارجية
- ألبرت موزس على موقع IMDb (الإنجليزية)
- ألبرت موزس على موقع ألو سيني (الفرنسية)
- ألبرت موزس على موقع أول موفي (الإنجليزية)
- ألبرت موزس على موقع قاعدة بيانات الأفلام السويدية (السويدية)
- ألبرت موزس على موقع قاعدة بيانات الفيلم (الإنجليزية)
- ألبرت موزس على موقع كينوبويسك (الروسية)